# 미국 하프 달러 주화
하프 달러(Half dollar)는 미국 달러의 2분의 1에 해당하는 화폐 단위를 가진 주화로 50센트에 해당된다. 50센트 주화는 1794년부터 매년 미국 조폐국에서 주조되고 있으며 그보다 계속 주조되고 있는 주화는 미국 1센트 주화 뿐이다.

## 디자인 소재 목록
- 하프 달러 은화
  - 플로잉 헤어 (긴 머리를 가진 인물의 흉상) 하프 달러 (1794년 ~ 1795년)
  - 드레이프트 버스트 (긴 머리를 가진 인물의 흉상) 하프 달러 (1796년 ~ 1807년)
    - 드레이프트 버스트 하프 달러 (작은 독수리) (1796년 ~ 1797년)
    - 드레이프트 버스트 하프 달러 (문장에 그려진 독수리) (1801년 ~ 1807년)

  - 캡프트 버스트 (모자를 쓴 인물의 흉상) 하프 달러 (1807년 ~ 1839년)
  - 시티드 리버티 (앉아 있는 여신) 하프 달러 (1839년 ~ 1891년)
    - 시티드 리버티 하프 달러 (문구가 쓰여져 있지 않음, 1839년 ~ 1866년)
    - 시티드 리버티 하프 달러 (문구가 쓰여져 있음, 1866년 ~ 1891년)

  - 바버 (모자나 화관을 쓴 여신의 머리 부분) 하프 달러 (1892년 ~ 1915년)
  - 워킹 리버티 (걷고 있는 여신의 모습) 하프 달러 (앞면: 떠오르는 태양, 올리브 가지와 미국의 국기를 어깨에 걸친 채로 걷고 있는 자유의 여신, 뒷면: 산 꼭대기 위에 앉은 흰머리수리, 1916년 ~ 1947년)
  - 프랭클린 하프 달러 (앞면: 벤저민 프랭클린, 뒷면: 자유의 종, 1948년 ~ 1963년)
  - 케네디 하프 달러 (앞면: 존 F. 케네디, 뒷면: 미국의 대통령 문장, 1964년 ~ 현재)

- 은 40% 주조 하프 달러 주화
  - 케네디 하프 달러 (앞면: 존 F. 케네디, 뒷면: 미국의 대통령 문장, 1965년 ~ 1969년)
  - 케네디 하프 달러 (앞면: 존 F. 케네디, 뒷면: 미국의 대통령 문장, 1970년, 수집용에 한해서 주조.)
  - 케네디 하프 달러 (앞면: 존 F. 케네디, 뒷면: 미국의 대통령 문장, 1976년, 수집용에 한해서 은 40%로 주조.)

- 구리·니켈 합금 주조 하프 달러 주화
  - 케네디 하프 달러 (앞면: 존 F. 케네디, 뒷면: 미국의 대통령 문장, 1971년 ~ 1974년, 1977년 ~ 1986년, 1988년 ~ 2001년)
  - 케네디 하프 달러 (앞면: 존 F. 케네디, 뒷면: 미국의 대통령 문장, 1987년, 2002년 ~ 현재, 수집용에 한해서 주조.)
  - 케네디 하프 달러 (앞면: 존 F. 케네디, 뒷면: 독립기념관, 1975년 ~ 1976년, 미국 독립 200주년 기념주화 형식으로 발행되었으며 주조 연도가 "1776–1976"으로 표기되어 있음.)

## 역대 하프 달러 주화

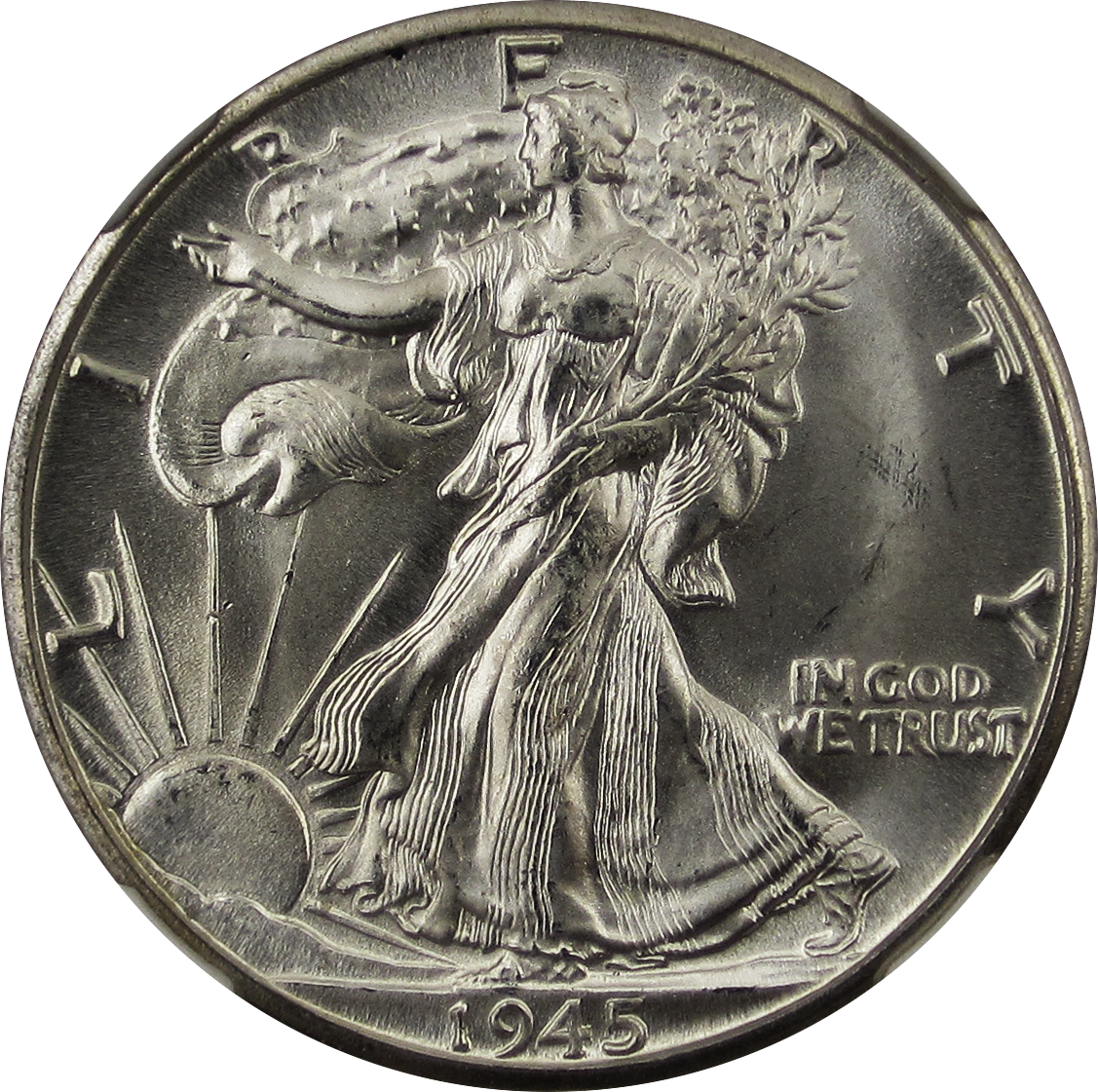
워킹 리버티 하프 달러 주화 앞면
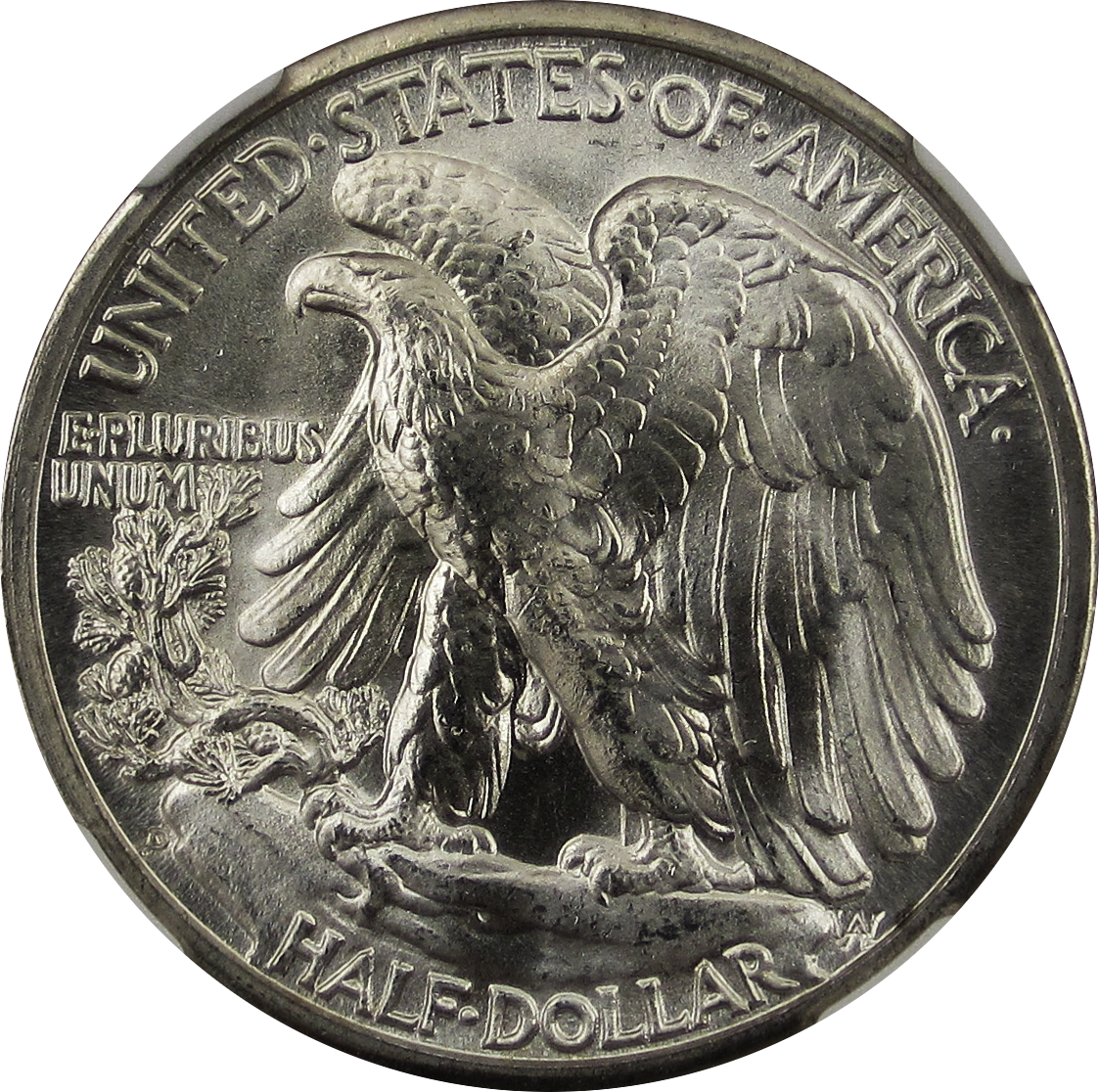
워킹 리버티 하프 달러 주화 뒷면
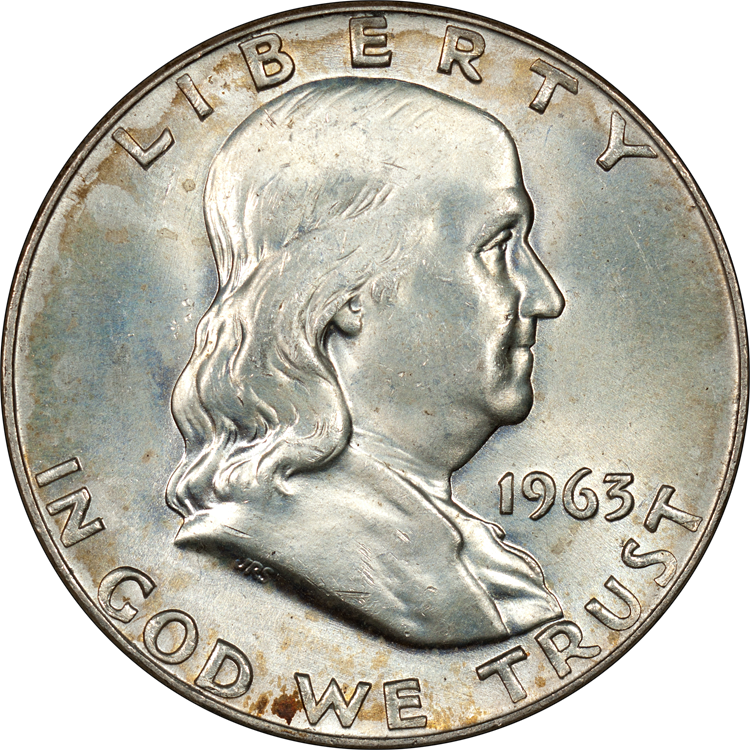
프랭클린 하프 달러 주화 앞면
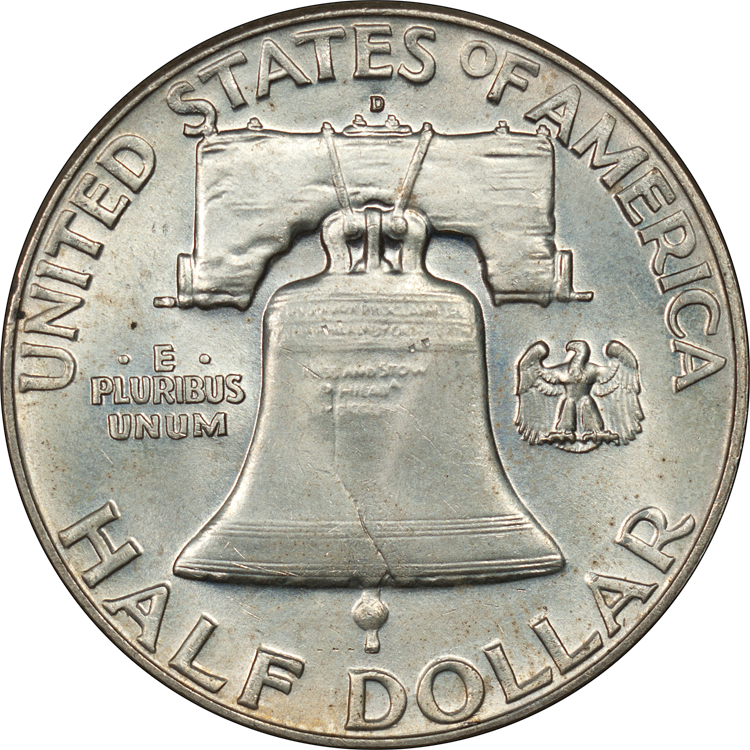
프랭클린 하프 달러 주화 뒷면
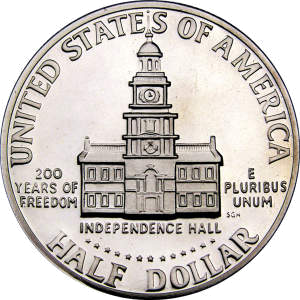
미국 독립 200주년 기념 케네디 하프 달러 주화 뒷면

## 같이 보기
- 미국의 주화 발행 통계